# Maminas
Maminas is een plaats en voormalige gemeente in de stad (bashkia) Shijak in de prefectuur Durrës in Albanië. Sinds de gemeentelijke herindeling van 2015 doet Maminas dienst als deelgemeente en is het een bestuurseenheid zonder verdere bestuurlijke bevoegdheden. De plaats telde bij de census van 2011 4463 inwoners.